# Мекотелки
Мекотелките (Cantharidae) са неголямо семейство бръмбари разпространено из целия свят. Описани са около 5 100 вида, разпределени в 160 рода. В Европа се срещат около 500 вида, от които в България – 40 вида.
Както ларвата, така и имагото на тези насекоми имат чифтни жлези на сегментите, които отделят отблъскващи секрети. Chauliognathini отделят отблъскващата киселина (Z)-8-дихидроматрикария, за която се предполага, че се добива от растения, служещи им за храна. Chauliognathus pulchellus пък синтезира някои алкалоиди, типични за калинките, например - прекокцинелин. Имагото на мекотелките обикновено има ярки цветове, за да сигнализира, че е неприятно или отровно за ядене.

## Външен вид

### Имаго
Дължината на мекотелките варира от 1,2 до 28 mm. Те имат издължено и меко тяло с почти успоредни страни, с дълги крачета и антенки. Елитрите им често не покриват върха на коремчета, а понякога са съвсем къси (например при Malthininae, Ichthyurini). Оцветяването често включва ярки апосематични цветове, предупреждаващи за неприятния им вкус.
Антенките са с 11 членчета и обикновено са нишковидни, но могат да бъдат и трионовидни, гребенести, ветриловидни и др. Главата е издадена напред (прогнатна) и се вижда отгоре. Лабрумът е ципест и често покрит от клипеуса. Средните кокси се докосват или почти се докосват. Стъпалната формула е 5-5-5, като четвъртото членче е двуделно.

### Ларва
Ларвата е камподеовидна, кадифена на вид, покрита с къси хидрофобни космици. Често с чифт тъмни петна на всеки гръден сегмент. Последният сегмент - без придатъци, освен при някои видове Malthinus, които имат чифт склеротизирани кукички. Главата е с издаден напред устен апарат и чифт странични прости очи. Антенките с 3 сегмента. Максиларните палпи с 3 или 4 сегмента.

## Жизнен цикъл
Имагото живее няколко седмици, много е активно (предимно денем) и летящо и се среща най-често по различни растения – там могат да се хранят както с цветен прашец и нектар, така и с други безгръбначни посетители на растенията. Някои видове са активни нощем и са привличани от светлината.
Животът на ларвата е много по-дълъг и може да премине през 10 излинявания. При някои видове, първите 2–3 възрасти на ларвата не се хранят и имат къси антенки, крачета и устен апарат. Ларвите живеят в приземния слой – сред окапали листа, рохка почва, под камъни и под кора на паднали дървета. Те са хищни и се хранят с разни безгръбначни като червеи, охлюви, насекоми, нападайки дори други хищници като ларви на бръмбари от подсем. Cicindelinae. При по-голяма гъстота, в лабораторни условия, ларвите прибягват и до канибализъм. Ларвите на някои видове (например Silis) се хранят и с растения.
В умерените пояси, мекотелките презимуват в стадий ларва. Обикновено какавидират в камерки в почвата.

## Систематика
Според съвременната класификация, мекотелките се поставят в надсемейство Elateroidea, а най-близкородственото им друго семейство е това на Светулките.
Семейството е разделено на 10 подсемейства:
- Cantharinae Imhoff, 1856 (1815)
- Silinae Mulsant, 1862
- Dysmorphocerinae Brancucci, 1980
- Malthininae Kiesenwetter, 1852
- Chauliognathinae LeConte, 1861
- Cydistinae Paulus, 1972
- Pterotinae LeConte, 1861
- Ototretinae McDermott, 1964
- Ototretadrilinae Crowson, 1972
- †Lasiosynidae Kirejtshuk, Chang, Ren et Kun, 2010

## Видове в България
Най-често срещаните видове в България са Cantharis rustica, Rhagonycha fulva и Cantharis livida. Досега  в страната са установени следните 40 вида:
- Ancistronycha abdominalis (Fabricius, 1798)
- Ancistronycha occipitalis (Rosenhauer, 1847)
- Cantharis basithorax Pic, 1902
- Cantharis delagrangei Delkeskamp, 1939
- Cantharis figurata Mannerheim, 1843
- Cantharis livida Linnaeus, 1758
- Cantharis nigricans Muller, 1766
- Cantharis obscura Linnaeus, 1758
- Cantharis pellucida Fabricius, 1792
- Cantharis prusiensis (Marseul, 1864)
- Cantharis pulicaria Fabricius, 1781
- Cantharis quadripunctata (Muller, 1776)
- Cantharis rufa Linnaeus, 1758
- Cantharis smyrnensis (Marseul, 1864)
- Dichelotarsus procerulus (Kiesenwetter, 1860)
- Macrocerus holomelas (Fairmaire, 1886)
- Macrocerus kadleci (Svihla, 2002)
- Macrocerus sinuatocollis (Kiesenwetter, 1852)
- Malthinus bulgaricus Svihla, 1990
- Malthinus rhaphidiceps Kiesenwetter, 1852
- Malthinus rubricollis Baudi, 1859
- Malthodes bidens Wittmer, 1970
- Malthodes brevicollis (Paykull, 1798)
- Malthodes dispar (Germar, 1824)
- Malthodes flavoguttatus Kiesenwetter, 1852
- Malthodes minimus (Linnaeus, 1758)
- Metacantharis clypeata (Illiger, 1798)
- Rhagonycha corcyrea Pic, 1901
- Rhagonycha elongata (Fallen, 1807)
- Rhagonycha femoralis (Brullé, 1832)
- Rhagonycha fulva (Scopoli, 1763)
- Rhagonycha helleni Dahlgren, 1968
- Rhagonycha lignosa (Muller, 1764)
- Rhagonycha lutea (Muller, 1764)
- Rhagonycha machulkai Svihla, 1993
- Rhagonycha maculicollis Maerkel, 1852
- Rhagonycha milleri Kiesenwetter, 1860
- Rhagonycha nigripes Redtenbacher, 1842
- Rhagonycha viduata (Kuester, 1854)